# 赫拉尼采 (卡羅維發利州)

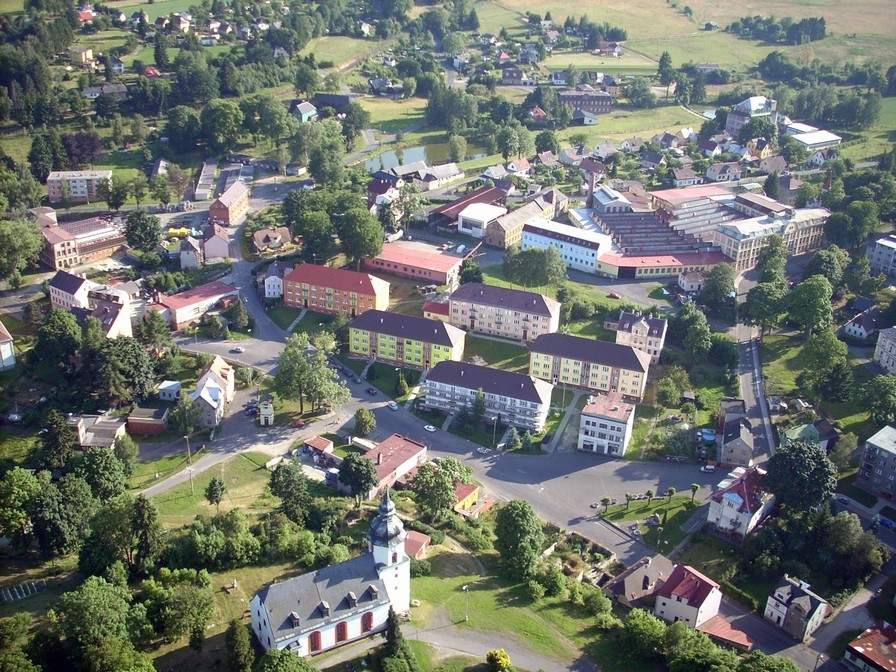

赫拉尼采是捷克的城鎮，位於該國西部，距離阿什12公里，由卡羅維發利州負責管轄，面積31.80平方公里，海拔高度575米，該鎮在1633年發生疫情，2005年人口2,272。

## 外部連結
- Municipal website （页面存档备份，存于）